# 大三和弦

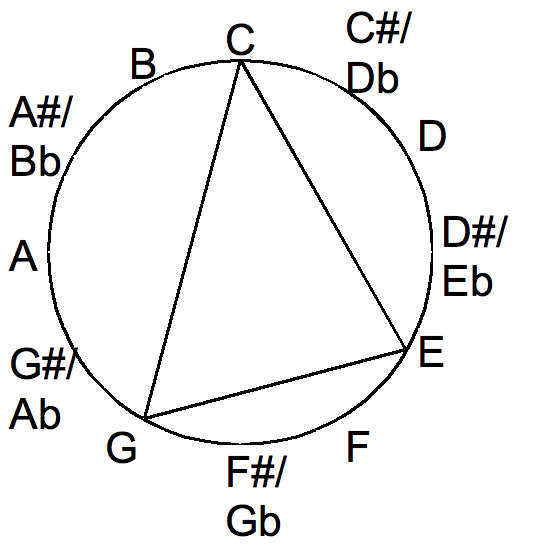
半音圈中繪製的大和弦

大三和弦（Major Third Chord），在 音樂理論上是一組由 根音、大三度和純五度構成的和弦。在流行音樂的標記符號體系中，其標示方法是用和弦根音的字母，以圖示C和弦為例則表示方法為: C。以數字表示C組成音則為「1 、3、 5」。